# Шънджоу 7
Шънджоу-7 (китайски: 神舟七号) – трети пилотиран космически кораб на Китай, старта на който става на 25 септември 2008 г. Екипажът на кораба се състои от трима души. По време на орбиталния полет става първото излизане на тайконавт в открития космос.

## Екипаж
- Джай Джъган
- Дзин Хайпън
- Лиу Бомин

Излизането в открития космос извършил Джай Джъган.

## Хроника на полета
На 12 юни 2008, по съобщение на службата на Програмата за пилотирани космически полети на Китай, е назначен екипаж на кораба и дубльори, но конкретни състави на екипажа не са обявени публично.
На 5 август 2008 г. ракетата-носител „Великия поход-2F“ е доставена на космодрума Дзиуцюен в провинция Гансу
На 17 септември е официално обявен състава на екипажа.
На 25 септември в 21:10 CST космическия кораб стартира от космодрума Дзиуцюен.
На 27 септември в 16:45 CST китайският космонавт Джай Джъган за първи път излиза в открития космос. Той прекарва зад борда около 15 минути. Първоначално се планирало, че излизането ще е 20 – 40 минути, но времето било съкратено заради фалшив сигнал за пожар на борда на кораба.